# NGC 7715
NGC 7715 este o galaxie situată în constelația Peștii. A fost descoperită în 4 noiembrie 1850 de către William Parsons, 3rd Earl of Rosse⁠(d).